# Heterocampa averna
Heterocampa averna är en fjärilsart som beskrevs av Barnes och Mcdunnough 1910. Heterocampa averna ingår i släktet Heterocampa och familjen tandspinnare. Inga underarter finns listade i Catalogue of Life.